# Matrybhawa
Matrybhawa (sanskryt: mātṛbhāva) – praktyka postawy z zakresy tantryzmu. 
Polega na intencjonalnym ugruntowaniu się adepta w utrzymywaniu postawy dziecka mocno kochającego swoja matkę. Uczucie wyrażające tę dziecięcą postawę, praktykujący rzutuje na żeńską postać bóstwa. Tym samym sytuuje się w roli dziecka bogini tantrycznej.